# サイレント・ソング
「サイレント・ソング」（Silent Song）は、1987年2月26日に発売されたPSY・Sの5枚目のシングル。

## 解説
本作は同日発売コラボレーション・アルバム『PSY・S Presents "Collection"』からのリカット。
本作はCBS・ソニーが発売当時試験的に発売した片面収録400円7"シングルレコード「ONE SIDE SINGLE」シリーズの一枚として発売された。
1986年4月から翌年3月まで松浦雅也がパーソナリティーを担当したNHK-FM「サウンドストリート」火曜日マンスリーソングとして1986年10月にオンエア。作曲はいまみちともたか(BARBEE BOYS)が手掛け、後に同バンドアルバム『LISTEN! BARBEE BOYS 4』に「Noisy」として収録。
レコード袋裏面は歌詞のほか、ディスコグラフィと『PSY・S Presents "Collection"』のアルバム告知が掲載。下部中央に「このレコードは片面しか収録されておりません。」と記載。

## 収録曲

### SIDE A
1. サイレント・ソング
作詞：安則まみ、作曲：いまみちともたか、編曲：松浦雅也

## クレジット
- Masaya Matsuura / Mami“Chaka”Yasunori
- Tomotaka Imamichi (from Barbee Boys) / Hitoshi Kusunoki (from Qujila) / Yuji Okiyama